# Луис де лас Касас-и-Арагорри
Луис де лас Касас-и-Арагорри (25 августа 1745, Сопуэрта, Бискайя, Испания — 19 июля 1800, Эль-Пуэрто-де-Санта-Мария, Андалусия) — испанский государственный и военный деятель, губернатор Кубы и Бискайи, Главнокомандующий Испанской Флориды и Луизианы в Новой Испании.

## Биография
Представитель известного дворянского рода. Благодаря связям его семьи при дворе, с 13 лет служил королевским пажем. Позже, занялся военной карьерой. В июле 1759 г. получил должность кадета в Кантабрийском полку. В 1762 году участвовал в португальской кампании в ходе Семилетней войны. Отличился в сражениях при Беллафлор, Алмейда и Коимбран, за что ему было присвоено звание капитана пехоты. В этой кампании получил первые практические уроки военного искусства под руководством тогдашнего бригадного генерала Алехандро О’Рейли, который будет его зятем и защитником.
В 1769 году был отправлен в экспедиции О’Рейли для оккупации Луизианы в Новой Испании, уступленной Францией, в звании подполковника. Там служил сержант-майором в Новом Орлеане, пока экспедиция не вернулась в Кадис в мае 1770 года. Вскоре после этого получил звание полковника.
В 29-летнем возрасте, получив разрешение оставить армию, отправился в поисках приключений в Россию, где добровольцем вступил в русскую армию Румянцева, в составе которой участвовал в Русско-турецкой войне (1768—1774). Участвовал в нескольких сражениях против турок, переправлялся через Дунай, принимал активное участие во вторжении в Болгарию. После окончания войны из России отправился в Берлин в июне 1774 года, где был представлен прусской королевской семье, затем путешествовал по Германии, Франции, Англии и Голландии. Изучал организацию армий этих стран. Снова вступил в испанскую армию, где командовал Савойским полком.
Отличился в кампании в Алжире, за что ему был присвоен чин бригадного генерала. Сражался с англичанами при Гибралтаре и в 1782 году — завоевании Менорки.
Получил звание фельдмаршала. В 1782 году был назначен на пост инспектора армии и генерал-командующего Орана.
Через 10 лет назначен губернатором, генерал-капитаном Кубы, Испанской Флориды и Луизианы. Считается одним из лучших правителей острова на протяжении всего колониального периода. Его усилия дали мощный импульс общественным работам в кубинской столице и её окрестностях (дороги, мосты, мощение улиц города и т. д.). Проявил особую заботу о государственной помощи, основав Casa de Beneficencia. Продвигал научные и технические исследования, провёл первую достоверную перепись населения всего острова. Во время его правления начался большой подъём сахарной промышленности, который вскоре после этого сделал остров ведущим мировым производителем и экспортёром указанного продукта. Организовал издание первой кубинской газеты.
Луис де лас Касас оставался во главе кубинского правительства до 6 декабря 1796 года.
В 1797 году стал генерал-капитаном армии, для чего покинул остров Куба и вернулся в Мадрид. По прибытии в испанскую столицу был назначен генерал-капитаном Королевства Валенсия, хотя ушёл с этой должности из-за слабого здоровья, позже стал членом Высшего кавалерийского совета.
Умер в результате отравления приготовленной пищи в плохо помытом медном сосуде.